# NGC 5366
NGC 5366 este o intermediate spiral galaxy⁠(d) situată în constelația Fecioara. A fost descoperită în 8 iunie 1866 de către George Phillips Bond. Se află la o distanță de 127,8 de megaparseci de Pământ.